# Литвиненко, Иван Фёдорович (генерал-майор)
Иван Фёдорович Литвиненко (1904—1987) — советский военачальник, генерал-майор ВС СССР.

## Биография
Участник Великой Отечественной войны. Генерал-майор (1 июля 1945). В 1951 году направлен в Народное Войско Польское по распоряжению К. К. Рокоссовского. До 1952 года был начальником штаба Поморского военного округа. В октябре 1951 года по решению К. К. Рокоссовского награждён именным огнестрельным оружием — охотничьим ружьём. Награждён орденом Красного Знамени (трижды), орденом Красной Звезды, орденом Кутузова II степени, медалями «За оборону Кавказа», «За взятие Берлина» и «За победу над Германией».